# Noord-Iers Amateur Open
Het Noord-Iers Amateur Open (North of Ireland Amateur Open) is voor amateurs het belangrijkste golfkampioenschap in Ierland. 
Ieder jaar schrijven ongeveer 400 spelers zich hiervoor in. Alleen de 300 spelers met de laagste handicap mogen meedoen,  de grens ligt meestal bij handicap 2,5. Na een strokeplay kwalificatie volgt een matchplay toernooi.

## Ulster Scratch
De eerste editie was in 1937 onder de naam Ulster Scratch Singles. Het werd de eerste jaren in het paasweekend gespeeld. Tot 1946 bestond het toernooi uit een strokeplay kwalificatieronde van 18 holes, waarna er door 8 spelers matchplay werd gespeeld. De trofee heette The Harriman Cup en werd aangeboden door H.M. Harriman, die het US Amateur in 1899 won. 

## North of Ireland Championship
Vanaf 1947 werd het toernooi door de Ierse Golf Unie (Ulster Branch) georganiseerd en kreeg het de huidige naam. 
Formule
- 1937-1952: strokeplay kwalificatie, matchplay voor 8 beste spelers
- 1949: eenmalig was het een strokeplay toernooi over 72 holes
- 1953-1954: de acht spelers die zich op de Valley Links na 36 holes kwalificeerden, moesten daarna nogmaals 36 holes spelen.
- 1955: 36 spelers konden zich kwalificeren, de finale was over 18 holes
- 1956-1964: finale over 36 holes
- 1965-heden: kwalificatietoernooi op twee banen, 64 spelers blijven daarna over voor het matchplay kampioenschap. Het toernooi duurt sindsdien vijf dagen en wordt in de maand juli gespeeld. Garth McGimpsey uit Bangor won het toernooi vijf keer. Daarnaast werd hij driemaal kampioen van Noord-Ierland.

In 1996 werd de 50ste editie op Portrush gevierd met een diner, waarvoor alle voormalige winnaars werden uitgenodigd. 
Hoewel het een 'Open' kampioenschap is en er dus ook spelers uit andere landen mogen medoen, werd het toernooi altijd door Ieren gewonnen totdat Engelsman Nick Ludwell uit Selby de trofee in 1994 mee naar huis nam.

## Winnaars
Ulster Scratch Singles
- 1937-1946:  ??

North of Ireland Championship
- 1947:  J. Fitzsimmons
- 1948:  J. Fitzsimmons
- 1949:  Frank Webster, eerste Ierse winnaar
- 1950:  N.V. Drew won van Jimmy Taggart
- 1951:  W. Meharg
- 1952:  N.V. Drew
- 1953:  C. Knox
- 1954:  J.L. Bamford
- 1955:  R. Fleury
- 1956:  M. Edwards
- 1957:  M. Edwards
- 1958:  T.E. Dijon
- 1959:  J. Duncan
- 1960:   W.H.E. Rainey
- 1961:  J. Duncan
- 1962:  J.F.D. Madeley
- 1963:  J.F.D. Madeley M
- 1964:  F.A. McCorrty
- 1965:  W.H.A. Rainey
- 1966:  B. Edwards
- 1967:  W.R.A. Tennant
- 1968:  M.J.C. Hoey
- 1969:  M.J.C. Hoey
- 1970:  J. Faith,
- 1971:  R.K.M. Pollin
- 1972:  J.L. Bamford
- 1973:  B. Edwards
- 1974:  B.J.S. Kissock
- 1975:  Jimmy Heggarty
- 1976:  B.J.S. Kissock (*1942)
- 1977:  D.J.F. Young (*1954)
- 1978:  Garth McGimpsey
- 1979:  T.B.C. Hoey
- 1980:  M.J. Malone (*1948)
- 1981:  D.C. Long
- 1982:  D.C. Long
- 1983:  T.B.C. Hoey
- 1984:  Garth McGimpsey
- 1985:  I.A. Elliott
- 1986:  D.W. Ballentine
- 1987:  A.D. Pierse won de finale van Roy Hanna met 8&6
- 1988:  Neil H. Anderson
- 1989:  Neil H. Anderson
- 1990:  Darren Clarke won van Paul McGinley met 1up
- 1991:  Garth McGimpsey won van Paul McGinley met 4&3
- 1992:  Garth McGimpsey
- 1993:  Garth McGimpsey
- 1994:  Nick Ludwell won van Jody Fanagan (enige niet-Ierse winnaar)
- 1995:  Keith Nolan
- 1996:  M. McGinley
- 1997:  Michael Sinclair

Carlsberg North of Ireland Amateur Open Championship
- 1998:  Paddy Gribben
- 1999:  Paddy Gribben
- 2000:  Graeme McDowell
- 2001:  Stuart Paul won de finale van Graeme McDowell met 2&1  op de Dunluce links.
- 2002:  Gareth Maybin
- 2003:  Brian McElhinney

Magners North of Ireland Amateur Championship
- 2004:  Trevor Coulter won de finale van Rory Leonard met 1up op Portrush
- 2005:  Rory McIlroy, incl. een ronde van 61 op de Dunluce links.
- 2006:  Rory McIlroy
- 2007:  Gareth Shaw
- 2008:  Shane Lowry
- 2009:  Wayne Telford
- 2010:  Alan Dunbar
- 2011:  Patrick McCrudden won de finale van Harry Diamond op de 19de hole

North of Ireland Amateur Open Championship
- 2012:  Rory McNamara
- 2013:  Chris Selfridge